# Mary Simon
Mary Jeannie May Simon, nata Mary Jennie May (Kangiqsualujjuaq, 21 agosto 1947), è una diplomatica, politica e conduttrice televisiva canadese, dal 26 luglio 2021 governatore generale del Canada.

## Biografia

### Gioventù ed educazione
Mary Simon nasce il 21 agosto 1947 a Kangiqsualujjuaq, nel Québec, seconda di otto figli di Bob Simon, di discendenza britannica, e della moglie Nancy, di origine inuit. Mary Simon è cresciuta seguendo le tradizioni inuit grazie alla madre e alla nonna materna Jeannie Angnatuk che le ha trasmesso oralmente la storia del suo popolo. Ha frequentato la Kuujjuaq Federal Day School a Kuujjuaq (precedentemente Fort Chimo), poi la Fort Carson High School in Colorado.

## Carriera

### Inizi
Mary Simon, inizialmente, insegnava Inuktitut presso la McGill University. Dal 1969 al 1973 ha lavorato come produttrice e presentatrice per la CBC Northern Service. 
Ha iniziato la sua carriera come funzionaria pubblica venendo eletta segretaria del consiglio di amministrazione della Northern Quebec Inuit Association, giocando un ruolo chiave nei negoziati dell'Accordo di Charlottetown. Nel 1978 è stata eletta vicepresidente della Makivik Corporation (rappresentante legale degli Inuit nel Québec), carica che ha ricoperto fino al 1985.
Ha ricoperto numerosi incarichi per la Conferenza Circumpolare Inuit (CCI). È stata membro del Consiglio Esecutivo dal 1980 al 1983, presidente dal 1986 al 1992 e come inviato speciale dal 1992 al 1994. Durante il mandato da presidente ha diretto una delegazione di Inuit canadesi, dell'Alaska e della Groenlandia, prima a Mosca e poi in Chukotka per incontrare i funzionari russi e gli Inuit dell'estremo oriente, riuscendo ad ottenere dal governo russo di consentire agli Inuit della Chukotka di partecipare all'ICC. La prima seduta a cui hanno preso parte si è tenuta in Alaska nel 1989. 
Dal 2004 al 2005, May Simon è stata consigliere speciale dell'Associazione Labrador Inuit sull'Accordo per le rivendicazioni dei terreni Labrador Inuit, ed è stata eletta presidente dell'Inuit Tapiriit Kanatami il 7 luglio 2006.

### Carriera diplomatica
Nel 1994 Mary Simon è stata nominata dal Primo Ministro Jean Chrétien ambasciatrice canadese per gli affari circumpolari, carica di nuova creazione, che ha mantenuto fino al 2004. Durante questo mandato ha svolto un ruolo guida nella creazione di un'assemblea di otto paesi, denominata Consiglio Artico. Infatti, nel 1996, la Dichiarazione di Ottawa, ha istituito formalmente la nascita di questo consiglio che ha come obiettivo la partecipazione attiva delle popolazioni indigene del mondo circumpolare. Inoltre la Simon ha ricoperto il ruolo di presidente del Consiglio Artico e di Senior Arctic Official del Canada.
In questo periodo ha ricoperto anche la carica di ambasciatore canadese in Danimarca (1999-2002).

### Altri incarichi
È stata membro della Commissione per la Cooperazione Ambientale (1997-2000), assumendo il ruolo di presidente dal 1997 al 1998, mentre nel 2001 è stata nominata consigliere per il Consiglio internazionale per la risoluzione dei conflitti con il Carter Center.

## Governatore generale del Canada
Nel 2010 Mary Simon era nella lista dei possibili candidati alla carica di Governatore generale, tuttavia a essere eletto in quell'occasione fu David Johnston.
Dopo le dimissioni nel 2021 di Julie Payette, la Simon è stata segnalata come uno dei principali contendenti per il posto, data la sua eredità indigena e le sue grandi conoscenze politiche e giuridiche. 
Il 6 luglio 2021 il primo ministro canadese Justin Trudeau ha annunciato che la regina Elisabetta II aveva approvato la nomina di Mary Simon a 30º Governatore generale del Canada, diventando così la prima persona di origine Inuit a ricoprire tale incarico. Il 22 luglio ha tenuto un colloquio con la regina, tenutosi virtualmente a causa della pandemia di coronavirus, durante il quale è stata insignita di importanti onorificenze: Cancelliere dell'Ordine del Canada, l'Ordine al Merito Militare, l'Ordine al Merito delle Forze di Polizia, l'Ordine di San Giovanni e la Canadian Forces Decoration.
Il 26 luglio 2021 ha iniziato formalmente il suo mandato tenendo un discorso in tre diverse lingue (inglese, inuktitut e francese) presso il Palazzo del Senato del Canada.
La nomina di Mary Simon ha suscitato malcontento da parte della comunità francofona canadese, in quanto parla inglese e inuktitut, ma non francese. Per questa ragione si è impegnata a studiare il francese durante il mandato.
Come suo primo atto come Governatore Generale, il 15 agosto 2021, ha approvato la richiesta del primo ministro Justin Trudeau di sciogliere il Parlamento per elezioni federali anticipate. Mary Simon ha firmato gli atti, designando il 20 di settembre come data delle elezioni.

## Vita privata
il 27 marzo 1967, a Kuujjuaq, Mary Simon ha sposato il suo primo marito, Robert Otis. In seguito, dopo aver divorziato, nel 1994 sposò l'attuale marito, George Simon. La Simon ha due figli e una figlia.